# Condado de Lee (Georgia)
El condado de Lee (en inglés: Lee County), fundado en 1826, es uno de 159 condados del estado estadounidense de Georgia. En el año 2007, el condado tenía una población de 33 050 habitantes y una densidad poblacional de 27 personas por km². La sede del condado es Leesburg.

## Geografía
Según la Oficina del Censo, el condado tiene un área total de 938 km² (362,2 mi²), de la cual 921 km² (355,6 mi²) es tierra y 16 km² (6,2 mi²) (1.72%) es agua.

### Condados adyacentes
- Condado de Sumter (norte)
- Condado de Crisp (noreste)
- Condado de Worth (oeste)
- Condado de Dougherty (sur)
- Condado de Terrell (oeste)

## Demografía
Según el censo de 2000,, los ingresos medios por hogar en el condado eran de $48 600, y los ingresos medios por familia eran $53 132. Los hombres tenían unos ingresos medios de $39 848 frente a los $25 715 para las mujeres. La renta per cápita para el condado era de $19 897. Alrededor del 8.20% de la población estaban por debajo del umbral de pobreza.

## Transporte

### Principales carreteras
- U.S. Route 19
- U.S. Route 82
- Ruta Estatal de Georgia 3
- Ruta Estatal de Georgia 32
- Ruta Estatal de Georgia 91
- Ruta Estatal de Georgia 118
- Ruta Estatal de Georgia 195

## Localidades
- Leesburg
- Smithville
- Fort Stewart
- Gumbranch
- Hinesville
- Midway
- Sunbury
- Riceboro
- Walthourville